# École d'économie de Stockholm
Pour les articles homonymes, voir HHS.
L'École d'économie de Stockholm (en suédois : Handelshögskolan i Stockholm (HHS) ; en anglais : Stockholm School of Economics) est une école de commerce suédoise privée qui forme des étudiants et des cadres aux pratiques des affaires, du management et de l'économie.
Elle est fondée en 1909 à l'initiative de personnalités du monde des affaires suédois et l'école a toujours conservé des liens proches avec le monde professionnel depuis. En 2023, elle est listée parmi les écoles de commerce les plus prestigieuses d'Europe, et la première en Scandinavie. 

## Départements
Les départements principaux sont :
- Management et organisation ;
- Entrepreneuriat, innovation et technologie ;
- Comptabilité et droit ;
- Marketing et stratégie ;
- Économie ;
- Finance

## Filières
L'école propose deux licences en anglais ; Bachelor of Science in Business and Economic and BSc in Retail Management program.
Elle propose aussi neuf différents mastères en quatre catégories; Business & Management, Finance & Accounting, Economics et General Management. Tous les mastères sont en anglais et ont une orientation très internationale. Des étudiants suédois ainsi que de nombreux étudiants internationaux participent à ces programmes. L'EES est un membre de la CEMS -The Global Alliance in Management Education.
L'EES propose aussi un MBA à temps plein et un doctorat (Ph.D.). Le programme mastère de l'école est classé 9e des meilleurs masters en management en Europe par le Financial Times en septembre 2007.
Parmi les partenaires de l'École d'économie de Stockholm, on trouve HEC Paris, Sciences Po, la London School of Economics et la Wharton School de l'université de Pennsylvanie à Philadelphie.
La « Fondation des défis mondiaux » a apporté son soutien à l'École d'économie de Stockholm (ESS) pour une nouvelle option de cours intitulée : Défis mondiaux. Ce cours est inclus dans le programme pour le Diplôme en commerce et économie.

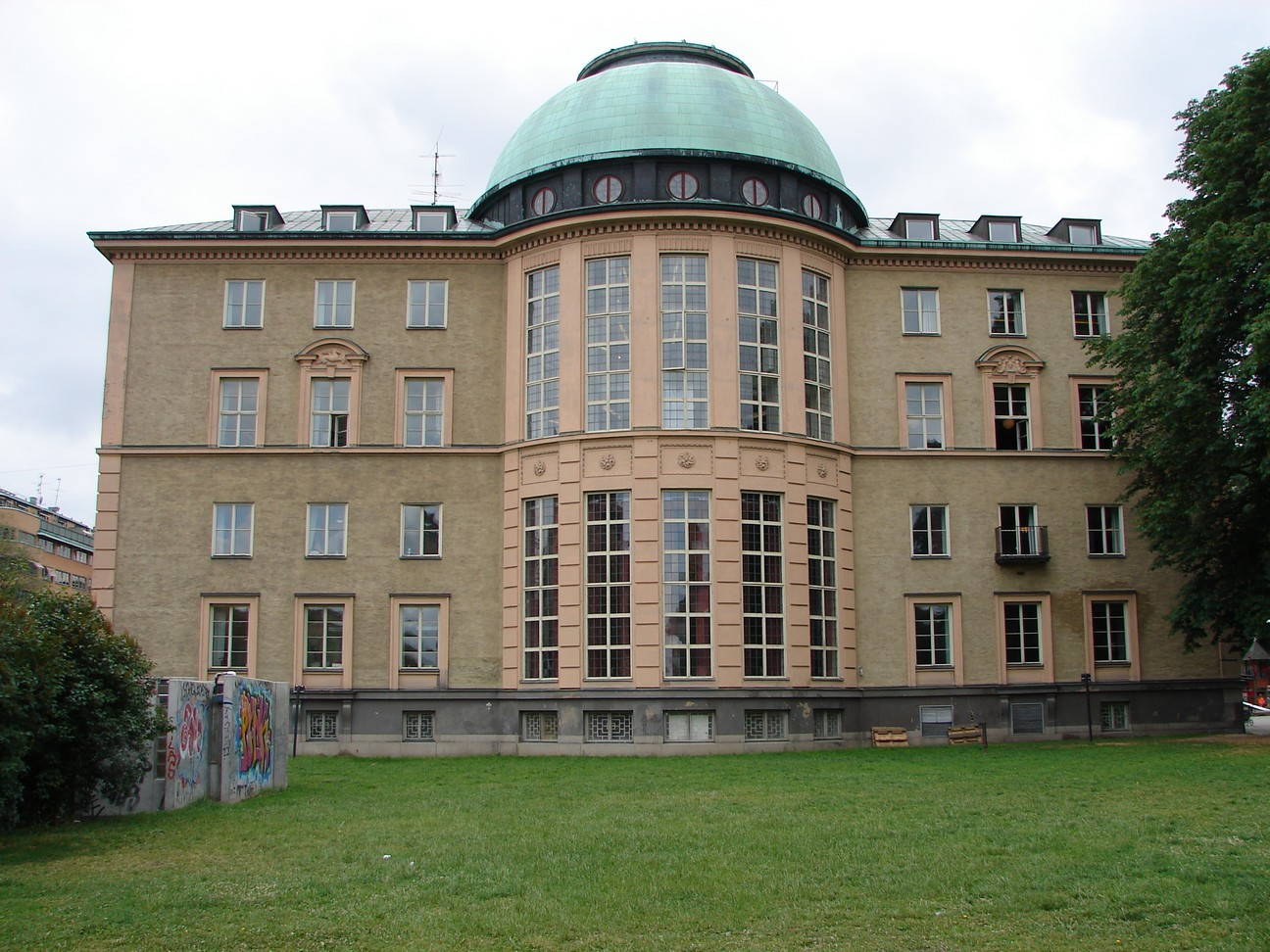
Bâtiment de l'École d'économie de Stockholm.

## Personnalités liées à l'établissement

### Étudiants
- Eli Heckscher, économiste
- Bertil Ohlin, économiste
- Inga Björk-Klevby, diplomate

## Voir  aussi